# Wahlen zum Repräsentantenhaus der Vereinigten Staaten 1876
Die Wahlen zum Repräsentantenhaus der Vereinigten Staaten 1876 fanden ab dem 5. Juni 1876 statt. Dabei wurden in den Vereinigten Staaten an verschiedenen Wahltagen die Abgeordneten des Repräsentantenhauses gewählt. Die Mehrheit der Staaten wählte am 7. November 1876. Die Wahlen waren Teil der allgemeinen Wahlen zum 45. Kongress der Vereinigten Staaten in jenem Jahr, bei denen auch ein Drittel der US-Senatoren gewählt wurden. Gleichzeitig fand auch die umstrittene Präsidentschaftswahl des Jahres 1876 statt, die der Republikanischer Rutherford B. Hayes gewann. Als Kompromiss mit den Demokraten deren Kandidat Samuel J. Tilden nur knapp und nach heftigen Disputen unterlegen war, wurde die Reconstruction im Süden beendet.
Zu dieser Zeit bestanden die Vereinigten Staaten aus 38 Bundesstaaten, Colorado war inzwischen neu hinzugekommen. Es waren 293 Abgeordnete zu wählen. Die Sitzverteilung basierte auf der Volkszählung von 1870.
Bei den Wahlen konnten sich die Republikaner von ihrer schweren Wahlniederlage zwei Jahre zuvor leicht erholen. Sie gewannen 33 Mandate hinzu, was etwa ein Drittel der damaligen Verluste wieder ausglich. Auf der anderen Seite verloren die Demokraten 27 Sitze. Sie konnten ihre absolute Mehrheit aber behaupten. Der Grund für den leichten Umschwung zu Gunsten der Republikaner lag in der allmählichen wirtschaftlichen Erholung von der Krise des Jahres 1873. Allerdings taten sich noch viele Republikaner schwer sich von den Korruptionsvorwürfen gegen Mitglieder der vormaligen Bundesregierung unter Präsident Ulysses S. Grant zu distanzieren.
Wahlberechtigt und wählbar waren nur Männer. Frauen waren noch bis 1920 auf Bundesebene von Wahlen ausgeschlossen. Vor allem in den Südstaaten war das Wahlrecht durch Gesetze eingeschränkt, die das Wahlrecht an ein bestimmtes Steueraufkommen knüpften. Dadurch wurden ärmere Weiße, vor allem aber viele Afro-Amerikaner vom Wahlrecht ausgeschlossen.

## Wahlergebnis
- Demokratische Partei 155 (182) Sitze
- Republikanische Partei  136  (103) Sitze
- Sonstige: 2 (8) Sitze

Gesamt: 293
In Klammern sind die Ergebnisse der letzten Wahl zwei Jahre zuvor. Veränderungen im Verlauf der Legislaturperiode, die nicht die Wahlen an sich betreffen, sind bei diesen Zahlen nicht berücksichtigt, werden aber im Artikel über den 45. Kongress im Abschnitt über die Mitglieder des Repräsentantenhauses bei den entsprechenden Namen der Abgeordneten vermerkt. Das Gleiche gilt für Wahlen in Staaten, die erst nach dem Beginn der Legislaturperiode der Union beitraten. Daher kommt es in den Quellen gelegentlich zu unterschiedlichen Angaben, da manchmal Veränderungen während der Legislaturperiode in die Zahlen eingearbeitet wurden und manchmal nicht.